# Wolfram Waibel
Wolfram Waibel Jr (ur. 22 lutego 1970 w Hohenems) – austriacki strzelec sportowy. Dwukrotny medalista olimpijski z Atlanty.
Specjalizował się w strzelaniu karabinowym. Brał udział w czterech igrzyskach olimpijskich (IO 92, IO 96, IO 00, IO 04). W 1996 zajął drugie miejsce w konkurencji karabinu pneumatycznego na dystansie 10 metrów i był trzeci w trzech postawach. W trzech postawach był brązowym medalistą mistrzostw świata w 1994. W 1996 zdobył złoto mistrzostw Europy na dystansie 10 metrów w karabinie pneumatycznym.
Strzelcem sportowym i olimpijczykiem był również jego ojciec o tym samym imieniu.